# 콩고스토역
콩고스토역(스페인어: Congosto)은 마드리드 지하철 1호선의 역이다. 마드리드 비야데바예카스 구의 콩고스토 거리 지하에 위치해 있다. 요금구역상으로는 A구역에 속한다.

## 역사
1999년 3월 3일 1호선의 미구엘 에르난데스-콩고스토 구간 연장 개통과 함께 영업에 들어갔다. 이 일대 지역의 원래 이름은 '바리오빌라노' (Barrio Vilano)였지만, 시간이 지나면서 쓰이지 않게 되어 역명은 콩고스토 역으로 결정되었다.
개통 후 한동안 1호선의 시종착역 역할을 하였으나 2007년 5월 16일부로 1호선이 연장되어 일반역이 되었다. 다만 그해 가을까지는 이 역을 종점으로 하는 열차편이 일부 존재하였다.

## 환승 정보
역 주변에 3663번 정류장이 있으며 54번 버스가 다닌다.
| 마드리드 지하철                     | 마드리드 지하철       | 마드리드 지하철      |
| ----------------------------------- | --------------------- | -------------------- |
| 비야 데 바예카스 피나르 데 차마르틴 | 마드리드 지하철 1호선 | 라 가비아 발데카로스 |